# 瘋哥利牙鏈鋸獎
瘋哥利牙鏈鋸獎（英語：Fangoria Chainsaw Awards）是一個專注於恐怖和驚悚電影的獎項。自1992年起，該獎項進行了擴展，並開始舉行年度頒獎典禮。截至2015年，瘋哥利牙鏈鋸獎開始頒發電視劇類獎項。

## 獎項

### 電影類
- 最佳大規模上映電影
- 最佳有限上映電影
- 最佳串流首映電影
- 最佳國際電影
- 最佳紀錄片
- 最佳處女作
- 最佳導演
- 最佳主角
- 最佳配角
- 最佳劇本
- 最佳配樂
- 最佳攝影
- 最佳化妝效果
- 最佳生物效果
- 最佳服裝設計
- 最佳短片
- 最佳死亡場景

### 電視劇類
- 最佳電視劇
- 最佳非虛構類劇集或迷你劇集

### 特別獎
- 瘋哥利牙恐怖名人堂
- 瘋哥利牙終身成就獎
- 編輯眼球獎

### 已取消獎項
- 最差電影
- 最佳男主角（英语：Fangoria Chainsaw Award for Best Actor）
- 最佳女主角（英语：Fangoria Chainsaw Award for Best Actress）
- 最佳男配角
- 最佳女配角
- 最佳電視男主角
- 最佳電視女主角
- 最佳電視男配角
- 最佳電視女配角
- 最佳電視特效